# Mk.99 ミサイル射撃指揮装置
Mk.99 ミサイル射撃指揮装置（英語: Mark 99 Guided Missile Fire Control System, 略称Mk.99 GMFCS）は、アメリカ海軍のミサイル射撃指揮装置である。

## 概要
Mk.99 GMFCSは、イージスシステムを構成するシステムの一つで、RIM-66 SM-2MRもしくはRIM-156 SM-2ER ブロックIV、RIM-174 SM-6（セミアクティブ・レーダー・ホーミング誘導モード時のみ）、RIM-162 ESSMの終末誘導に用いられる。
イージスシステムで運用される艦対空ミサイルは全て、中間指令誘導を受けるための無線リンクと慣性航法装置を搭載しているほか、イージスシステムの主要対空センサーであるAN/SPY-1多用途レーダーは標的追尾能力を有している。
このため、Mk.99 GMFCSとそれに連接されたAN/SPG-62レーダーは独自の標的追尾能力を持たず、SPY-1からの情報に基づき、ミサイルが標的に着弾する直前の数秒間のみ標的に向けて連続波照射（Continuous Wave Illumination：CWI）を行う終末誘導用イルミネーターとしての機能に特化されている。

## 搭載艦と1隻当たりの搭載数
アメリカ海軍
- タイコンデロガ級ミサイル巡洋艦 - 4基
- アーレイ・バーク級ミサイル駆逐艦 - 3基

 海上自衛隊
- こんごう型護衛艦 - 3基
- あたご型護衛艦 - 3基
- まや型護衛艦 - 3基

 大韓民国海軍
- 世宗大王級駆逐艦 - 3基

 スペイン海軍
- アルバロ・デ・バサン級フリゲート - 2基

 ノルウェー海軍
- フリチョフ・ナンセン級フリゲート - 2基

 オーストラリア海軍
- ホバート級駆逐艦 - 2基